# Lene Gammelgaard
Lene Gammelgaard (* 18. Dezember 1961 in Dänemark) ist eine dänische Autorin, Motivationsrednerin, Anwältin, Journalistin und Bergsteigerin. Sie war eine der Überlebenden beim Unglück am Mount Everest 1996.   

## Leben
Lene Gammelgaard Nielsen wurde 1961 in Kopenhagen als Kind von Kirsten Nielsen, Sozialtherapeutin, und Helge Nielsen, CEO, geboren. Wegen der Karriere des Vaters erlebte die Familie etliche Wohnortswechsel. Als sie 22 Jahre alt war, erlitt einer ihrer Brüder einen tödlichen Unfall, ein Unglücksfall, der Gammelgaard nachhaltig beeinflusste.
Im Alter von 18 Jahren heuerte Lene Gammelgaard als Matrosin an, entschloss sich aber 1982 an der Universität Kopenhagen ein Jurastudium zu beginnen. 1991 folgte ein Ergänzungsstudium an der Danish School of Media and Journalism. Im Jahr 1993 erlernte sie Psychotherapie anhand des amerikanischen Zwölf-Schritte-Programms. Ihr Schwerpunkt galt der Suchttherapie sowie der Entwicklung von lebensverändernden Verhaltensmustern auf Basis von Eigenverantwortung. 
Sie wurde Mitgründern von zwei Institutionen für Suchttherapie und Verhaltensforschung und vermarktet sich als Motivationstrainerin. Sie betrieb  ihr eigenes Beratungsunternehmen ‚Lene Gammelgaard Consult‘, ApS und ist als Dozentin, Rednerin und Autorin tätig.
Gammelgard lebt in Dänemark und war verheiratet. 

## Bergsteigen
Gammelgaard entdeckte ihre Leidenschaft für das Bergsteigen. Sie verbrachte drei Monate auf einer Kletter- und Trekking-Expedition im Dhaulagiri-Massiv und übte sich in einem ersten Versuch der Einzelbesteigung des Island Peak in Nepal. Während dieser Tour lernte sie auch Scott Fischer kennen. 
1995 brach sie auf eine Expedition gemeinsam mit Scott Fischer und Mountain Madness in den Karakorum nach Pakistan auf. Sie erreichten das Broad-Peak-Base-Camp und den Gondogoro-La-Pass auf 5614 Meter Höhe. Es folgte Scott Fischers Einladung, mit ihm gemeinsam im Frühjahr 1996 den Mount Everest zu besteigen. Am 10. Mai 1996 erreichte Gammelgaard den Gipfel des Everest. Sie war die 35. Frau und erste Skandinavierin, die den Mount Everest bestieg.
Im darauf folgenden Jahr unternahm sie eine Aufklärungsreise nach Peru, Chile und Argentinien und leitete eine Expedition auf den Kilimandscharo. Im Anschluss daran folgten eine weitere Aufklärungsreise und eine Filmdokumentation über Grönland.
1998 führte Lene Gammelgaard als Expeditionsleiterin zwölf Dänen auf den Kilimandscharo. Im selben Jahr wurde auch das Buch ‚Climbing High‘ veröffentlicht, ein Jahr später folgte in Dänemark das Buch ‚Håbets Sejr – The Victory of Hope‘.
Sie lebte 14 Monate in Nepal, um so die offiziellen Voraussetzungen für eine Kindesadoption zu erfüllen.
2008 wurde Gammelgaard die Mt.-Everest-Golden-Jubilee-Medaille überreicht.

## Unglück bei der Besteigung des Mount Everest 1996
Beim Unglück am Mount Everest wurden am 10. und 11. Mai 1996 acht Bergsteiger getötet, die mehreren Expedition angehörten. Gammelgaard gehörte der von Scott Fischer geführten Expedition an, die am 10. Mai den Gipfel des Mount Everest erreichte. Beim Abstieg geriet die Gruppe in Schlechtwetter, bei dem mehrere Teammitglieder umkamen.
Gammelgaard veröffentlichte ihre Sicht des Unglücks in ihrem Buch ‚Die letzte Herausforderung: Wie ich die Tragödie am Mount Everest überlebte‘. Das Buch wurde aber eher gemischt aufgenommen, der SAC stellt fest, dass Gammelgaards Buch nicht überzeugen kann.
Im Kinofilm Everest aus dem Jahr 2015 wurde ihre Rolle von der dänischen Schauspielerin Charlotte Bøving verkörpert. Im Jahr 2008 erschien ‚Storm over Everest‘, eine Dokumentation des US-Filmemachers David Breashears. Der Film porträtiert die Bergsteiger, die im Mai 1996 in der Todeszone des Mount Everest gefangen waren.

## Werke
- Die letzte Herausforderung, 1999, München : Econ-und-List-Taschenbuch-Verlag. ISBN 3-612-26694-2.
- Die letzte Herausforderung: Wie ich die Tragödie am Mount Everest überlebte, Ullstein Taschenbuch Verlag, 2001, ISBN 3548362540, ISBN 978-3548362540 (Originaltitel: Climbing High)
- To The Summit and Safe Return: A strategy for personal and professional fulfillment, 2016, CreateSpace Independent Publishing Platform. ISBN 978-1-5397-0446-1